# 常陸嶽理市
常陸嶽 理市（ひたちだけ りいち、1899年4月6日 - 1958年11月5日）は、広島県深安郡神辺町（現：広島県福山市）出身の元大相撲力士。本名は藤田 理一（ふじた りいち）。

## 来歴
1899年4月6日に広島県深安郡神辺町（現：広島県福山市）で生まれる。旧制福山中学校では後に弁護士となる兄と共に秀才として評判で、運動神経も抜群だった。中学校では野球部に所属していたが、4年生の際に大相撲の巡業が近所へ来た際に見学に行ったが、両親の猛反対を押し切って家出同然で出羽海部屋へ入門した。そのため、中学校は特別に卒業扱いにさせてもらった。
1917年5月場所で初土俵を踏む。十両まで5年を要したが無類の稽古熱心で、稽古はほぼ毎日、日の出前から行うほどだった。そのかいがあって1923年1月場所で十両へ昇進すると、1924年5月場所で新入幕を果たした。時に左四つでの上手投げや外掛け・内掛けも見せたが、取り口の大半は上からの突っ張りだけの単調な取り口で、上位に進むまで時間を要したが潔いと評され、大物食いとしても知られた。現に最盛期とされる1927年から1928年にかけて、宮城山福松を2度敗っている。
引退直前の1930年8月には、在米日本青年相撲部から招聘されてアメリカ合衆国へ渡って現地に半年滞在、日系2世に対して相撲指導を行いながらボクシング・レスリング・野球などを視察した。1931年に再び渡米したのち現役を引退し、断髪式もロサンゼルスで行ったのち、年寄・竹縄を襲名した。
帰国後は、出羽海部屋付きの年寄として後進の指導に当たったほか、検査役として公平な意見を述べて信頼を集め、日本相撲協会の理事まで務めた。1958年11月5日に死去。59歳没。文筆にも秀でており、没する直前まで日記を書き続けていた。

## エピソード
- 1926年12月に北九州の巡業で、部屋の後援者だった陸軍少佐によって差し入れられたフグを食べようとしたが、肝が黄色いことに気づいた。不審に思ったので勧められても食べなかったが、フグを食べた福栁伊三郎と行司の式守義が中毒に遭った。最後まで食べなかった常陸嶽は難を逃れ、式守義も助かったものの、福柳は帰路の船内で死亡した。後日、そのフグは当時の悪天候によって新鮮なフグが入手できなかったことから、知人に頼んで入手してもらった古いフグだったことが判明した。

## 主な成績
- 通算幕内成績：87勝129敗15休
- 幕内在位：21場所（渡米中の1930年10月も含む）
- 金星：3個（西ノ海嘉治郎1個、宮城山福松2個）

### 場所別成績
| 1917年 （大正6年） | x                      | x                | （前相撲）         | x                       |
| 1918年 （大正7年） | 西序ノ口35枚目 4–1     | x                | 西序二段45枚目 2–3 | x                       |
| 1919年 （大正8年） | 東序二段51枚目 3–1 1預 | x                | 西序二段2枚目 2–3  | x                       |
| 1920年 （大正9年） | 東序二段17枚目 4–0 1預 | x                | 西三段目26枚目 3–2 | x                       |
| 1921年 （大正10年） | 西三段目11枚目 3–2     | x                | 東幕下42枚目 3–2   | x                       |
| 1922年 （大正11年） | 東幕下25枚目 4–1       | x                | 西幕下2枚目 3–2    | x                       |
| 1923年 （大正12年） | 東十両10枚目 2–2 1預   | x                | 西十両8枚目 4–2    | x                       |
| 1924年 （大正13年） | 東十両2枚目 優勝 5–2   | x                | 東前頭13枚目 2–9   | x                       |
| 1925年 （大正14年） | 東前頭15枚目 7–4       | x                | 西前頭8枚目 2–9    | x                       |
| 1926年 （大正15年） | 西前頭15枚目 6–5       | x                | 東前頭8枚目 4–7    | x                       |
| 1927年 （昭和2年） | 西前頭8枚目 7–4        | 西前頭8枚目 4–7  | 西前頭3枚目 5–6 ★  | 東前頭10枚目 1–10       |
| 1928年 （昭和3年） | 東前頭2枚目 6–5        | 西前頭10枚目 6–5 | 西前頭3枚目 4–7 ★  | 西前頭3枚目 3–8         |
| 1929年 （昭和4年） | 東前頭7枚目 4–7        | 東前頭7枚目 4–7  | 東前頭11枚目 4–7   | 東前頭11枚目 3–8        |
| 1930年 （昭和5年） | 東前頭14枚目 7–4       | 東前頭14枚目 5–6 | 東前頭10枚目 3–4–4 | 東前頭10枚目 引退 0–0–0 |
| 各欄の数字は、「勝ち-負け-休場」を示す。 優勝 引退 休場 十両 幕下 三賞：敢=敢闘賞、殊=殊勲賞、技=技能賞 その他：★=金星 番付階級：幕内 - 十両 - 幕下 - 三段目 - 序二段 - 序ノ口 幕内序列：横綱 - 大関 - 関脇 - 小結 - 前頭（「#数字」は各位内の序列） |                        |                  |                    |                         |